# カルロ・アイモニーノ
カルロ・アイモニーノ（Carlo Aymonino 1926年7月18日 - 2010年7月3日）は、イタリアの都市史家、建築史家。都市研究者、都市計画家。建築家。大学で教鞭をとり人材の育成にあたった他に都市類型学的手法を活用し都市研究を行い、都市再生施策に重要な役割を果たす。

## 経歴
ローマ市出身。ヴェネツィア建築大学から1973年にローマ大学に戻り、1970年代以降のローマの歴史的都心部の都市計画に取り組む。アルド・ロッシとガララテーゼの集合住宅などをてがけるほか1976年にローマ市で旧市街地チェントロストリコの保全を効果的に実施するため市役所内の建設事業と文化財修復を担当する各関係部局を総括するチェントロストリコ事業特別事務局USICSが設立され、ヴィットリア・カルツォラーリの後任として1981年に事務局長に就任する。
ローマでは建築物の類型化を利用した調査手法は用いず、個別の対応を成し遂げ、後に保存修復マニュアルとして纏め上げる。このマニュアルが修復工事手法に関して評価され、他の都市にも広く活用されていく。
そのほかの都市計画実績として、ベザーロ市地区詳細計画などがある。
2010年7月3日、逝去。83歳没。

## 脚註
1. ↑  Dall'esedra in Campidoglio alle periferie la capitale disegnata da Aymonino ラ・レプッブリカ 2010年7月5日閲覧